# メーリノエー

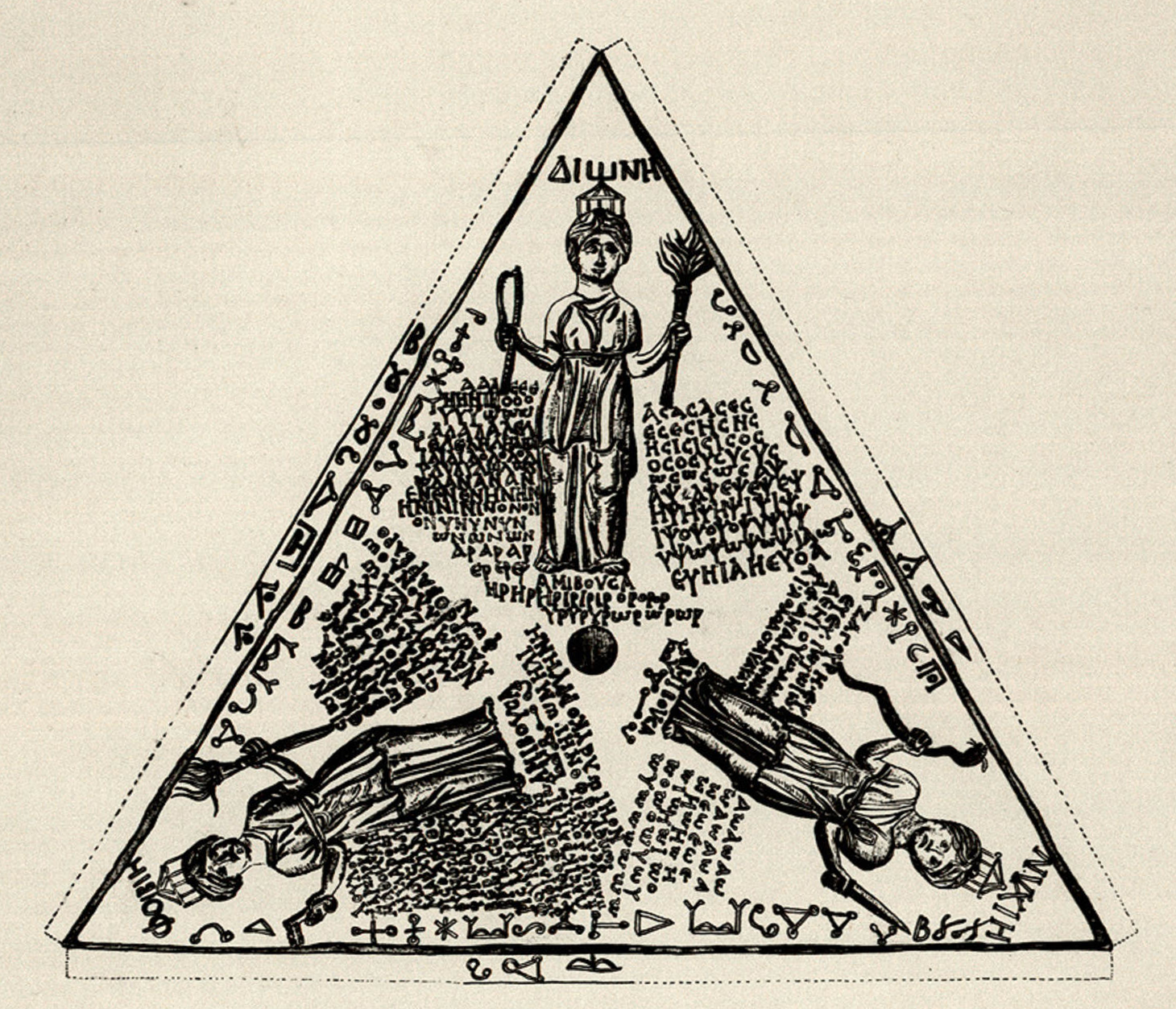
ペルガモン出土の三角形の板（青銅製、3世紀）。魔術の儀式道具と推定される。描かれているのはディオーネー・ニュクス・ポイベー。銘文にメーリノエーへの呼びかけが含まれる。

メーリノエー（メリノエ、古希: Μηλινόη, Mēlinóē）は、オルペウス教のギリシア神話に登場する冥界の女神。
『オルペウス教讃歌』第71歌や、古代魔術の考古資料（ペルガモン出土の三角板）を通じてわずかに知られる。

## 解説
『オルペウス教讃歌』第71歌によれば、ハーデースになりすましたゼウスとペルセポネーの娘にして、冥界の女王。サフラン色のペプロスをまとい、闇のなかで輝き、狂気を操る能力などを有する。
「サフラン色のペプロス」（クロコペプロス）は、『オルペウス教讃歌』ではメーリノエーとヘカテーの服装とされ、『イーリアス』では夜明けの女神エーオースの服装とされる。
ヘカテーと特徴が被っているが別々の神とされる。兄弟姉妹に、オルペウス教におけるディオニューソス（ザグレウス）やエウメニデスがいる。
「メーリノエー」という名称は、一説には、果物のマルメロ（カリン）を意味する「メーロン」（古希: μῆλον）に由来する。マルメロの黄緑色は、古代ギリシアにおいて死者の肌を想起させる色だった。あるいは、月の黄色を含意するとも考えられる（月は狂気の象徴にしてヘカテーの象徴）。